# Nooit Gedacht (Heeswijk-Dinther)
Nooit Gedacht was een windkorenmolen in Heeswijk-Dinther in de Nederlandse provincie Noord-Brabant.

## Geschiedenis
Vroeger had er in Heeswijk-Dinther al eens een standerdmolen gestaan, maar die is door de jaren heen verdwenen. Als vervanger werd er in 1912 deze molen (Nooit Gedacht) gebouwd. Het was een derdehands molen, oorspronkelijk in 1660 gebouwd als oliemolen "De Nachtegaal" in Wormerveer. Vervolgens werd de molen verplaatst naar Joure. Uiteindelijk kwam de molen in 1912 in Heeswijk-Dinther terecht.  
Tot 1955 heeft de molen dienst gedaan en hij werd een jaar later gesloopt.